# Mojka

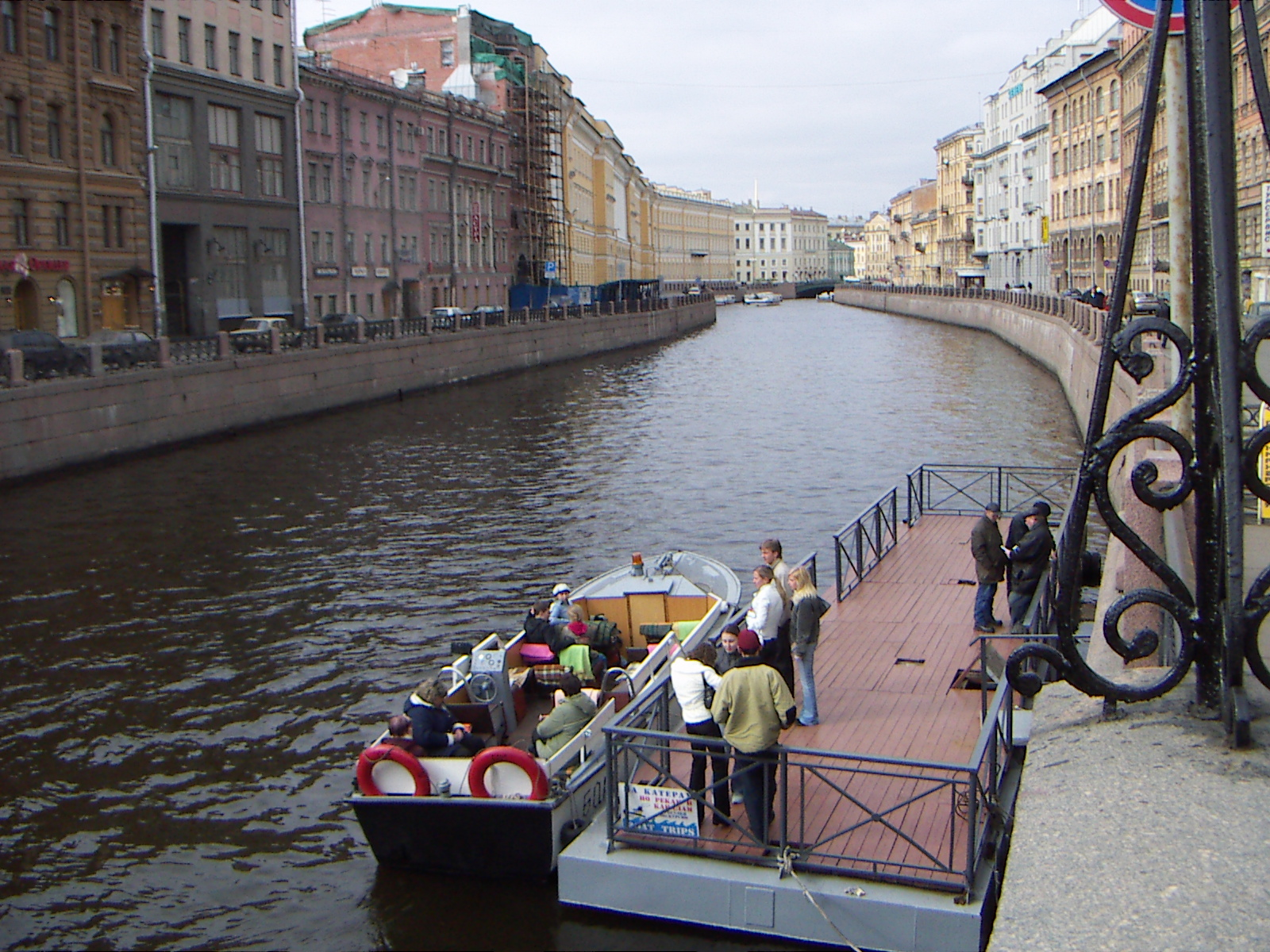
De Mojka gezien vanaf de Groene Brug.

De Mojka (Russisch: Мойка) is een rivier in Sint-Petersburg. De Mojka is een aftakking van de Fontanka en begint bij de Zomertuin, stroomt langs het Marsveld, passeert de Nevski Prospekt om uiteindelijk te eindigen in de rivier Neva. Tussen de Mojka en de Neva bevindt zich het centrum van Sint-Petersburg. De rivier is slechts 5 kilometer lang en 40 meter breed. 
Langs de kades, vooral vlak bij de Nevski Prospekt, staan veel paleizen van de Russische adel, zoals bijvoorbeeld het Stroganovpaleis, Razoemovskipaleis, het Joesoepovpaleis en het Michailovski-kasteel, maar ook het laatste huis waarin de dichter Aleksandr Poesjkin woonde. Verder weg van de Nevski Prospekt zijn de kades gevuld met scheepswerven als Nieuw Holland.

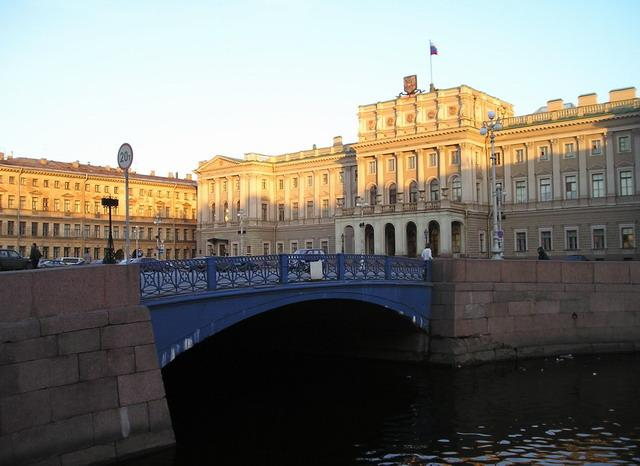
De Blauwe Brug over de Mojka

Door de centrale ligging in Sint-Petersburg zijn er ondanks de korte lengte van de rivier toch 15 bruggen over gebouwd, waarvan de meeste historisch en artistiek gezien belangrijk zijn. De Groene Brug, Rode Brug, en de Potseloejevbrug zijn ontworpen door William Heste. Deze architect heeft ook de Blauwe Brug ontworpen samen met George Adam, die ook de Gele Brug ontworpen heeft. De Eerste Ingenieursbrug en de Grote Stalbrug (die zowel de Mojka als het Gribojedovkanaal overbrugt) zijn een gedeeld ontwerp van George Adam en Wilhelm von Traitteur, die ook de Postkantoorbrug ontworpen heeft.
Volgens een populaire legende is Raspoetin vermoord, toen hij in het Joesoepovpaleis te gast was, door hem eerst te vergiftigen en daarna neer te schieten. Toen dat allemaal niet hielp werd hij in de Mojka gegooid en zou hij uiteindelijk aan onderkoeling zijn overleden.